# Bataille de Contreras
Guerre américano-mexicaine
Batailles
Opérations le long du Río Grande
- Fort Texas
- Palo Alto
- Resaca de la Palma

La révolte de Taos
- Cañada
- Mora
- Embudo Pass
- Pueblo de Taos

Campagne de Californie
- Santa Fe
- San Pasqual
- Rio San Gabriel
- La Mesa

Campagne du Nord de Taylor
- Monterrey
- Buena Vista

Campagne de Scott
- Veracruz
- Cerro Gordo
- Contreras
- Churubusco
- Molino del Rey
- Chapultepec
- Mexico

Siège de Puebla
- Siège de Puebla
- Bataille de Huamantla

Campagne de la côte Pacifique
- Guaymas
- Mulege
- Punta Sombrero
- Mazatlán
- La Paz
- Palos Prietos et Urias
- San José del Cabo
- Siège de La Paz
- Affaire à Guaymas
- San Blas
- Manzanillo
- San José del Cabo
- Cochorio
- Bocachicacampo
- Todos Santos

La bataille de Contreras aussi nommée bataille de Padierna (dans le monde hispanique) se déroule dans la nuit du 19 au 20 août 1847 durant la phase finale de la guerre américano-mexicaine, à Contreras, l'un des arrondissements de Mexico. Elle oppose l'armée américaine, forte de 8 500 hommes, commandée par le général Winfield Scott à l'armée mexicaine, forte de 20 000 hommes, commandée par les généraux Antonio López de Santa Anna et Gabriel Valencia. Elle se conclut par une victoire des États-Unis.

## Contexte
Après la superbe victoire lors de la bataille de Cerro Gordo, le 18 avril 1847, l'armée américaine se rend à Xalapa et Puebla, où elle se retrouve dans une région belle, productive et saine, bien loin des fièvres de la côte. Scott y attend des renforts et, peut-être, quelque ouverture de paix de la part du gouvernement mexicain. Mais assez vite il constate les problèmes que cause l'approvisionnement de son armée depuis la base de Veracruz. La route, depuis ses bases de Jalapa et Puebla, jusqu'à la côte est longue et infestée de guérilleros mexicains, il ne peut divertir assez d'hommes pour assurer la sécurité de ses convois d'approvisionnement. Face à ce dilemme, Scott prend une décision hardie: il abandonne sa longue chaîne d'approvisionnement et consolide sa position à Puebla. Son armée survivra sur ce qu'elle pourra arracher au pays et à ses habitants.
À la surprise générale, cela fonctionne. Mexico ne fait aucune demande de négociations mais Scott est en mesure de maintenir son armée en état de combattre durant tout l'été. Lorsque les renforts arrivent, portant ses troupes à environ 13 000 hommes, il décide qu'il est temps d'avancer vers Mexico.

## Approche de Mexico
Au sud de Mexico, devant la ville de San Antonio, les Américains se retrouvent face à des défenseurs occupant des positions particulièrement fortes et stratégiques. Scott se tourne à nouveau vers ses ingénieurs et en particulier vers Lee, pour trouver une alternative à une absurde attaque frontale. 
Lee, à nouveau lui fournit une solution. Le terrain particulièrement accidenté de cette région, qui comprend le Pedregal, peut-être qualifié du plus infranchissable et plus pur lieu de désolation qu'une armée ait jamais rencontré, un stérile no-man's-land qui fait songer à un océan de lave déchaîné qui se serait subitement figé.
Il est fissuré, creusé de cavernes, hérissé d'affleurements pointus et dénué de vie. Santa Anna ne laisse pratiquement aucune garde en ce lieu où, pense-t-il, il n'est pas aisé de faire avancer un troupeau de chèvres et a fortiori toute une armée. Mais Lee trouve un passage et dirige ses ouvriers afin de tailler un chemin à l'armée de Scott jusqu'à la ville de Contreras. Ce passage permettant à une partie des troupes d'attaquer le flanc des positions mexicaines, alors que l'autre partie des troupes se masse devant San Antonio.

## La bataille

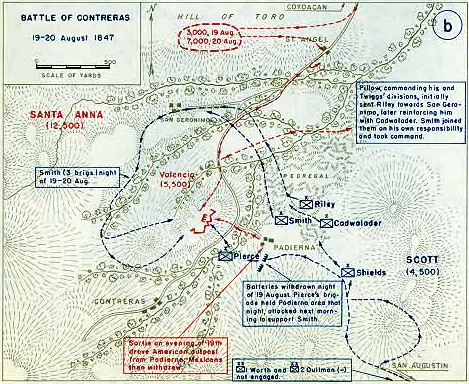
Plan de la Bataille de Contreras

Le commandant et président mexicain Antonio López de Santa Anna envoie une force de 5 000 hommes commandée par le général Gabriel Valencia pour s'opposer aux Américains qui débouchent à Contreras. Les troupes américaines attaquent et mettent en déroute l'armée de Valencia à Contreras. 
Avec la déroute de Valencia la position mexicaine de San Antonio est contrainte de se replier sur Churubusco. Après la prise de San Antonio, les forces américaines font leur jonction avec celles qui ont vaincu Valencia et se préparent pour la bataille de Churubusco.

## Sources
- (en) David Nevin, The Mexican war, Alexandria, Va, Time-Life Books, 1978, 240 p. (ISBN 978-0-8094-2301-9 et 978-0-809-42302-6).
- (en) K. Jack Bauer, The Mexican War, 1846-1848, New York, Macmillan, coll. « Wars of the United States », 1974, 454 p. (ISBN 978-0-02-507890-1).

- (en) John C. Waugh, « The Proving Ground in Mexico »
- (en) « Official Report of the Battles of Contreras & Churubusco »(Archive.org • Wikiwix • Archive.is • Google • Que faire ?)
- (en) « Bataille de Contreras », sur sonofthesouth.net